# Peltophorum racemosum
Peltophorum racemosum är en ärtväxtart som beskrevs av Elmer Drew Merrill. Peltophorum racemosum ingår i släktet Peltophorum och familjen ärtväxter. Inga underarter finns listade i Catalogue of Life.